# Операција Масленица
Операција Масленица или агресија на Равне Котаре представља планирану и организовану серију напада на српска села на подручју Равних Котара које су спровели припадници хрватске војске са циљем етничког чишћења овог простора од српског становништва. Сам назив „Масленица” је кодни назив Војске Републике Хрватске за ову акцију.
У овој акцији која је трајала до краја 1993. године убијено је и нестало 348 цивила и војника, а међу њима 40 жена и четворо деце. У хрватским логорима али и у својим кућама силовано је најмање 50 жена и девојчица српске националности. У збеговима је као директна последица агресије умрло још 165 цивила, а укупан број страдалих је 513. Са подручја Равних котара, које су у овој акцији делимично заузеле хрватске снаге (неколико десетина km²), укупно је прогнано око 10.000 становника српске националности. Села Смоковић, Ислам Грчки и Кашић су потпуно уништена и спаљена, а страдала су и национално мешовита села: Мурвица, Црно, Земуник, Пољица, Ислам Латински. Срби из тих села су прогнани, мучени, поклани или одведени у хрватске логоре. За ове злочине нико није процесуиран нити кажњен.

## Претходница
Распадом СФРЈ 1991, и цепањем СР Хрватске од Југославије, преко 650.000 Срба остало је да живи у СР Хрватској. Нове власти у Хрватској на челу са председником др Фрањом Туђманом и водећом странком ХДЗ убрзано су радили на понављању геноцида, односно протеривања Срба из СР Хрватске. Чак и ЈНА која је била на подручју целе СФРЈ једина легитимна оружана сила, постала је непожељна и њени припадници, као и касарне, стално су нападани 1991. А у лето 1991. почео је и отворени рат против Срба и ЈНА. У том рату, Срби су прогласили РСК 19. децембра 1991.
Хрватска војска је пре ове акције против крајишких Срба извела напад на Миљевачки плато 21. јуна 1992.
Државни и војни врх РСК је знао на основу процена и обавештајних података да ће Хрватска извршити напад ограниченог карактера да би испитала снагу Српске војске Крајине и да ће у насталој ситуацији настојати максимално да експлоатише евентуални успех у нападу. Процењено је да би за Хрватску највећи успех био повезивање далматинске обале и комуникација које су биле у прекиду због моста у Масленици који није био у функцији. Таква процена није била једногласно прихваћена из разлога што је било оних који су веровали да ће Хрватска прво планирати и извести напад на Западну Славонију која је у односу на централни део Крајине била дислоцирана и са најслабијим снагама.

## Напад
Након успостављања прекида ватре 2. јануара 1993. између влада Републике Хрватске и Републике Српске Крајине, хрватске снаге су током двадесет дана предузимале само симболичне војне операције уперене против српског живља у Републици Српској Крајини, а међу њима нарочито се истакла она у Масленици до које је дошло 22. јануара 1993. И тако је, у настојању да стекну контролу над мостом и околином у поменутом крају, хрватска војска прекршила УНПРОФОР-ову демаркациону линију и започела офанзиву 22. јануара око 6 часова. Напад је отпочео у задарском залеђу из неколико праваца али је одмах било јасно да је главни правац напада ка Масленици. Помоћни правци напада били су на Велебиту у правцу Грачаца са вероватним циљем пресецања комуникације Обровац – Грачац и из Сиња са вероватним циљем ослобађања бране и хидроелектране Перућа са околином. Првог дана операције напад је изгледао добро планиран и организован јер је у односу на српску страну постигнуто одређено изненађење. Наредних дана међутим, све до завршетка операције, ХВ је деловала прилично стихијски и неорганизовано. У селу Жегар код Обровца Главни штаб Српске Војске Крајине је имао своје истурено командно место у ком се налазио генерал Миле Новаковић, који није имао одрешене руке у командовању и коме је неко постављао ограничења у одлучивању. Четвртог дана напада ХВ, српске јединице су се налазиле у повољном тактичком положају у односу на хрватске јединице и било је могуће задати им одлучујући контраудар али то није учињено из непознатих разлога. Граничарима СВК су велику и несебичну помоћ пружили припадници гарде Жељка Ражнатовића Аркана и припадници ВРС у којој су предњачили борци јединице Вукови са Вучјака и њихов командант Вељко Миланковић који је приликом дејства хрватске артиљерије тешко рањен. Подлегао је повредама 14. фебруара 1993. Губитком Масленичког моста и аеродрома Земуник, крајишки Срби су остали са јако мало простора за политичке маневре. Упркос томе, влада Републике Српске Крајине, односно Книн је био спреман на преговоре са Загребом у циљу да „скроз нормализује српско-хрватске односе“. Напад Републике Хрватске на јужне делове Републике Српске Крајине се десио у току реализације „Венсовог плана“. Према „Венсовом плану“ Република Српска Крајина је стављена под заштиту мировних снага УН-а, односно Унпрофора, а ово је била трећа по реду агресија Републике Хрватске на заштићено подручје УН-а. Током напада, хрватске снаге су заузеле део Равних котара, аеродром Земуник, брану и хидроелектрану Перућа, неколико врхова на планини Велебит и објекте на локацијама Тулове Греде и Велика Бобија, као и Новиград.
Српске снаге су одбачене у задарском залеђу. Веће безбедности УН је донело Резолуцију 802. Достигнуту линију у нападу Хрватска војска није напустила ни након критике међународне заједнице. Акција Масленица је сматрана у почетку промашеном војном операцијом али је и таква донела успех Хрватској а РСК још један пораз и несигурност.
У хрватском нападу на подручје Равних котара су највише страдала насеља Смоковић, Ислам Грчки и Кашић, која су спаљена, а након њих и насеља Мурвица, Црно, Земуник Горњи, Пољица и Ислам Латински, која су делимично спаљена. Овај напад су планирали и извели Јанко Бобетко, Анте Готовина, Анте Росо, Мирко Норац и Младен Маркач, а одобрење је дао Фрањо Туђман. Многи од хрватских команданата су тада или убрзо потом унапређени у чинове генерала. Један од учесника ових догађаја је био и косовски Албанац Агим Чеку, који је у хрватској војсци био начелник артиљерије сектора „Велебит“.
Интензивне борбене активности за Равне Котаре потрајале су до краја марта 1993, а слабијег интензитета и до краја те године.

## Злочини
Током неколико дана напада хрватских снага на подручје Равних котара у саставу Републике Српске Крајине, становници овог подручја, односно Срби из насеља Смоковић, Ислам Грчки, Кашић, Мурвица, Црно, Земуник Горњи, Пољица и Ислам Латински, су убијени, прогнани или одведени у хрватске затворе и логоре. У злочинима хрватских снага су страдали и припадници Српске војске Крајине, као и цивили, међу којима је било и 40 жена и четворо дјеце. Од укупно 348 жртава српске националности, било је 72-оје цивила, махом жена, старијих лица и деце као 108 ратних заробљеника који су ликвидирани на крајње окрутан начин. Осам лица се и даље воде као нестала. У нападу на село Ислам Грчки, припадници хрватске војске су мучили па масакрирали брачни пар - пензионере Јову (60) и његову супругу Стану Деспот (59) које су усмртили хладним оружјем па испалили у њихова тела више метака.  На свиреп начин убијени су и мајка и син - Ана (81) и Мишо Узелац (48), цивили из села Ислам Грчки. Мишу су одмах убили на кућном прагу па га измасакрирали, а тешко покретну Ану су заточили у једном од злогласних хрватских логора, где су је страховито мучили и злостављали да би је потом убили. У селу Доња Јагоња, у подруму своје породичне куће, хрватски војници су на спавању убили Српкињу Невенку Црнобрњу (33) и њену ћерку Сњежану Црнобрњу која је имала само 12 година. У нападу на Смиљчић, убијена је Даница Пуповац (36) док је њен тогодишњи син Георгије том приликом изгубио руку и задобио тешке повреде. У окриљу ноћи, у артиљеријском нападу на село Буковић убијени су Миленко Гагић, његова петогодишња ћерка Милена и седмогодишњи син Милан Гагић, док је мајка Бранка Гагић задобила тешке повреде. У гранатирању основне школе и цивилних објеката у Карину убијене су девојчица Наташа Јокић (17), њена тетка Сока Арчаба (43) и пензионерка Софија Цупаћ (79), док је тешко рањено двадесетак цивила, укључујући и четворо деце.
У нападу на Горње Биљане убијене су пензионерка Олга Миљевић (67), девојка Инес Драча (22) и многи други цивили. У Земунику хрватске снаге ликвидирају старицу Манду Суботић, пензионерку од 62 године, а нешто раније у истом селу рафалима су покошени цивили Мирко Суботић (35) и Достана Ћосо (23). У Смоковићу је у својој породичној кући злостављана, мучена па дословно масакрирана тешко покретна старица Божица Простран (74). У Доњим Мирањама у својој породичној кући убијена је домаћица Љубица Шекуљица, а као нестали се од рата воде Данка Новаковић (50), Радослав Павић (87), Марија Опачић (84), Славка Вишић (47) који су највероватније заробљени па ликвидирани у неком од логора. Дамир Бркљач преживео је покољ на Малом Алану, а у својој изјави је навео како је његов отац Дане Бркљач (46) том приликом лакше рањен али га је хрватска војска заробила и убила. Многи цивили су пронађени масакрирани по својим кућама, са пререзаним грлом, без једног или више екстремитета, са бројним знацима мучења. Медицинску сестру Душанку Гаћешу (25), хрватски војници су заробили и злостављали а потом је усмртили; патолози су на Душанкином телу утврдили прострелну рану на левој натколеници и расекотину на десном рамену, те смртоносну повреду чеоног дела главе, нанесену тупим предметом, највероватније крампом.
Хрватске снаге су имовину становника овога краја опљачкале или уништиле. Културна добра која говоре о историји Срба на овом подручју, попут културних споменика, цркава и гробаља, су уништени, оскрнављени или порушени. Међу страдалим споменицима културе су Двори Јанковић Стојана са црквицом Светог Георгија у Исламу Грчком, у којој је сахрањен српски књижевник Владан Десница. У овој операцији су страдале и српске православне цркве Светог Георгија у Смоковићу и Светог Илије у Кашићу. Са подручја Равних котара укупно је прогнано око 10.000 становника српске националности, а у збјеговима је умрло 165 Срба као директна посљедица напада хрватских снага на цивилно подручје под заштитом Уједињених нација. Када су хрватске снаге заузеле ово подручје, по насељима овога краја је долазило до појединачних егзекуција ненаоружаног српског становништва, или до хапшења. Сви Срби које су хрватске снаге затекле, а који нису убијани на лицу мјеста, су одмах одвођени у затворе у Задру и Сплиту (логор Лора), гдје су мучени, а неки и убијани. Један од најтежих злочина се десио првог дана операције на велебитском превоју Мали Алан. У непосредној близини осматрачнице УНПРОФОР-а на Велебиту, односно планинском превоју Мали Алан, припадници хрватске специјалне полиције су извршили напад на малу групу припадника Српске војске Крајине са подручја Грачаца. Овај злочин познат као покољ на Велебиту 1993. или покољ на Малом Алану 1993. се истиче по свирепости нападача и начину на који су убијани заробљени Срби, међу којима је била и једна болничарка.

## Медијски извештаји
Из угла европске јавности, штампе обеју страна су расправљајући о овом догађају бацале на њега мање-више ружну слику: у Хрватској је као резултат повећане употребе еуфемизма и парадоксије консолидован симболичан ефекат победе; док је у Србији, у покушају да се умање губици, догађај био објављен јавности путем искривљеног језика парадоксије и парафразе. Хрватска штампа прослављала је победу, али је, имајући у виду да би то могло проузроковати негативне међународне реакције, прибегла објашњењима да би оправдала операцију - операција је била неминовна због: 1) поновног успостављања саобраћаја између континенталног дела земље и Далмације; 2) заштите мостова од напада српских снага. Све у свему, акција је била окарактерисана као „чишћење терена“ и „довођење реда“.

## Оптужени
- Јанко Бобетко, генерал хрватске војске и начелник генералштаба ХВ;
- Анте Готовина, генерал-пуковник хрватске војске и заповедник зборног подручја Сплит;
- Анте Росо, генерал хрватске војске;
- Мирко Норац, генерал-бојник хрватске војске;
- Младен Маркач, командант специјалне јединице при МУП РХ;
- Жељко Томљеновић, помоћник министра унутрашњих послова;
- Фрањо Туђман, председник Хрватске (1990—1999);
- Агим Чеку, командант артиљерије ХВ сектора "Велебит";[18]

## Последице
Имања чији су власници Срби била су опљачкана и потпуно уништена. У избеглиштву се нашло око 10.000 људи из подвелебитских и равнокотарских села. За крајишке Србе ово је био тежак ударац. Након овог пораза дошло је до сукоба између војног и политичког врха РСК. Јединици Жељка Ражнатовића Аркана трајно је забрањен улазак у РСК. Ни након 20 година након овог злочина, скоро нико од крајишких Срба се не враћа на своја имања. Пред хрватским и међународним судовима за овај злочин још нико није процесуиран. Стеван Веселиновић, један командант вода СВК, дао је српском Тужилаштву изјаву и видео материјал где се јасно виде убиства 22 војника СВК и једне медицинске сестре Душанке Гаћеше на превоју Мали Алан, али Тужилаштво није до сада покренуло истрагу. Стеван Веселиновић је ишао и у Канцеларију Хашког суда у Београду, али они нису били заинтересовани за тај случај. Хрватско становништво непријатељски дочекује Србе повратнике у Равним Котарима и Буковици док правно-бирократски систем Републике Хрватске чини све да одмогне повратак људима на своја вишевековна имања. Ни после 30 година од злочина за њега нико није осуђен.